# گارث بروکس
ترویال گارث بروکس (به انگلیسی: Troyal Garth Brooks) متولد ۷ فوریه ۱۹۶۲ در تالسا، اوکلاهما آمریکا و خواننده و نوازنده سبک کانتری یا همان موسیقی محلی آمریکاست.
این هنرمند در سبک موسیقی کانتری فعالیت دارد و وی را به عنوان کسی می‌شناسند که به موسیقی کانتری کمک شایانی کرد تا در سراسر جهان شناخته شود.

## کودکی
گارث کوچکترین فرزند ریموند بروکس بود، ریموند طراح شرکت نفت بود. وی در همان کودکی روش نواختن بانجو و گیتار را فرا گرفت. وی به عنوان کودک خانواده در مناسبت‌هایی به نواختن و خواندن می‌پرداخت ولی تمرکز اصلی‌اش بر روی ورزش بود چرا که در مدرسه به بیس‌بال و فوتبال آمریکایی می‌پرداخت. ولی با ظهور هنرمندان بزرگی چون جیمز تیلور وی از طریق برادران و خواهرانش با موسیقی روز آشنا شد و این آشنایی بیشترین تاثیر را روی وی گذاشت تا به موسیقی به صورت جدی بپردازد.

## فعالیت حرفه‌ای
گارث بروکس با توجه به مهارتش در نواختن بانجو و گیتار و تأثیراتی که خواننده معروف کانتری آن زمان یعنی جیمز تیلور بر وی گذاشت، سبک خود را زیر شاخه‌ای از موسیقی راک، یعنی کانتری انتخاب کرد.

### انتشار اولین آلبوم
بروکس اولین آلبوم خود را در سال ۱۹۸۹ با نام «eponymous» منتشر کرد. این آلبوم موفقیت بسیاری برای او به همراه داشت به گونه‌ای که آلبوم وی در مقام دوم بهترین آلبوم‌های موسیقی کانتری آمریکا قرار گرفت و در مقام سیزدهم بهترین آلبوم‌های موسیقی پاپ قرار گرفت. این موفقیت وی باعث شد که موسیقی کانتری مخاطبان بیشتری بیابد و سبک کانتری در گستره علاقه‌مندان بزرگتری قرار گیرد.

### شکستن رکوردهای فروش

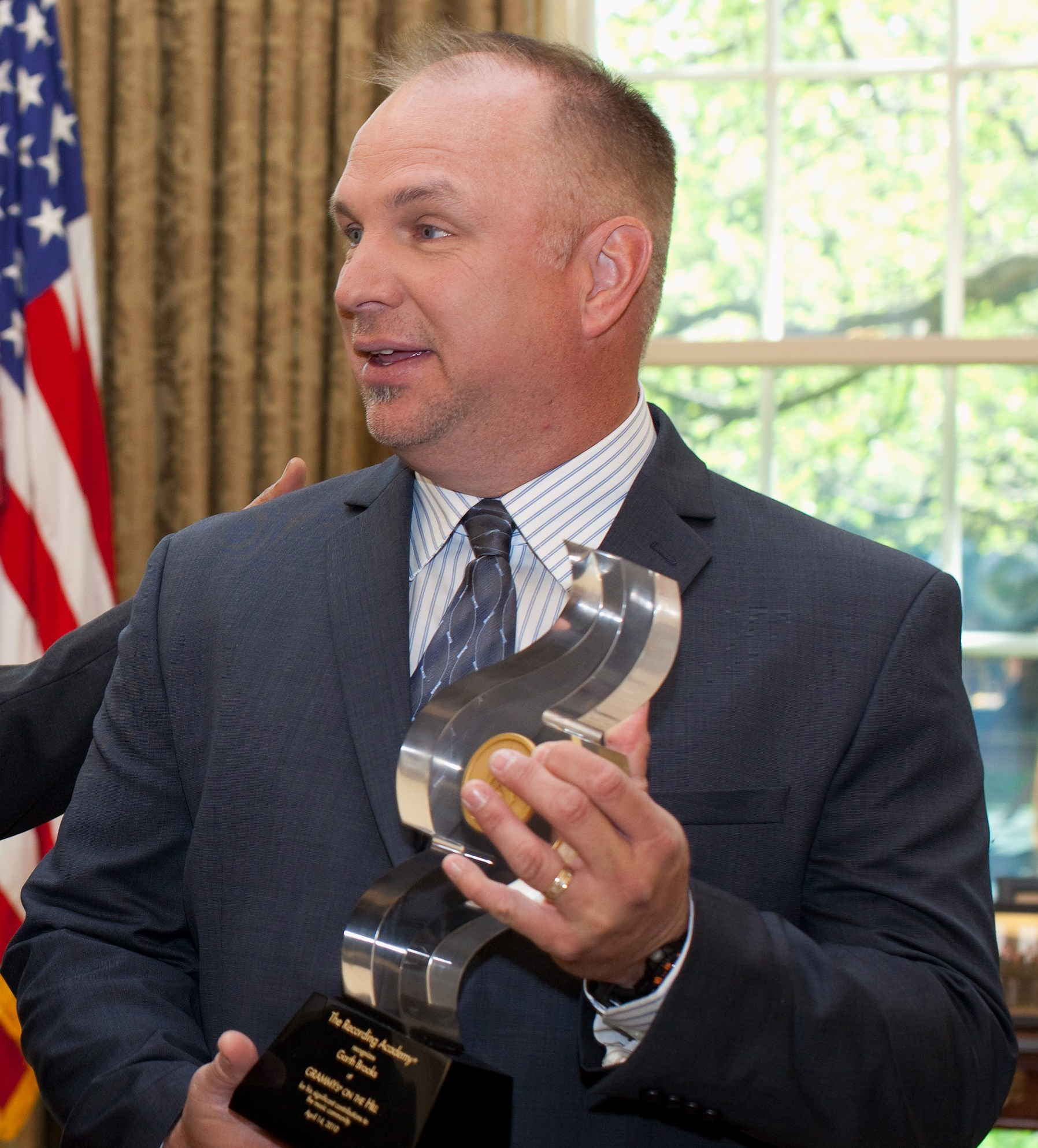
گارث بروکس در آوریل ۲۰۱۰

گارث بروکس با شکستن رکوردهای فروش و حضور در یکی از هر دو کنسرت برگزار شده در دهه ۹۰ قرن بیستم میلادی به عنوان یکی از موفق‌ترین‌ها در موسیقی عامه پسند شناخته می‌شود.
فروش آلبوم وی تا پایان سال ۲۰۰۹ به ۶۸،۳۶۳،۰۰۰ نسخه رسید و وی با توجه به Nielsen Soundscan به عنوان پرفروش‌ترین آلبوم ایالات متحده آمریکا در عصر soundscan شناخته شد.(از سال ۱۹۹۱ تا ۲۰۰۹)
به گفته انجمن صنعت ضبط آمریکا (RIAA)، عنوان پرفروش‌ترین آلبوم هنرمند تکنواز در تمام دوران ایالات متحده آمریکا متعلق به گارث بروکس می‌باشد.
رکورد فروش آلبوم‌های او تا سال ۲۰۱۰ به ۲۰۰ میلیون نسخه رسید.

### جوایز و افتخارات
گارث بروکس به خاطر هنر منحصربه‌فردش تاکنون چندین جایزه موسیقی را از آن خود نموده است که از آن جمله دو جایزه گرمی و ۱۶ جایزه موسیقی آمریکا (به غیر از نظرسنجی‌های دهه ۹۰ قرن بیستم) می‌باشند.
همچنین وی به عنوان بهترین و موفق‌ترین هنرمند عرصه موسیقی کانتری از طرف آکادمی موسیقی کانتری در دهه ۹۰ قرن بیستم میلادی شناخته شد.

## آلبوم‌ها
وی در طول فعالیت هنری خود شش آلبوم منتشر نمود که عبارت اند از:
- Garth Brooks
- No Fences
- Ropin' the Wind
- The Hits
- Sevens
- Double Live

بروکس همچنین ۷۷ تک‌آهنگ، ۴ آلبوم تلفیقی، ۱ آلبوم اجرای زنده و ۳ آلبوم کریسمس منتشر کرده است.

## بازنشستگی موقت

### مشکلات خانوادگی و بازنشستگی
بروکس به دلیل مشکلاتی که خانواده‌اش با کار زیاد او داشتند به مدت ۸ سال یعنی از سال ۲۰۰۱ تا ۲۰۰۹ خود را بازنشسته نمود. این در حالی بود که در مدت بازنشستگی موقت او، فروش نجومی آلبوم‌هایش همچنان ادامه داشت.

### شروع دوباره
گارث بروکس در ۱۵ اکتبر ۲۰۰۹ پایان بازنشستگی موقت خود را اعلام کرد و دوباره به گستره پرتلاطم موسیقی کانتری بازگشت.
وی در دسامبر ۲۰۰۹ به اجرای ۵ کنسرت در هتل لاس وگاس انکور، لاس وگاس پرداخت و این گونه حضور دوباره خود را به نمایش گذاشت.